# Johann-Markus Oestreich
Johann-Markus Oestreich (* 25. April 1738 in Oberbimbach; † 21. August 1833 ebenda) war ein deutscher Orgelbauer der Barockzeit und des Klassizismus, der vorwiegend im Fuldaer Land, in Franken, Thüringen und Westfalen ein- und zweimanualige Orgeln baute. Er selbst unterzeichnete mit „Johannes Oestreich“. Er war der bedeutendste Vertreter der Orgelbauerfamilie Oestreich, die über fünf Generationen wirkte.

## Leben
Seine Vorfahren waren der um 1650 in Kämmerzell geborene und 1717 in Oberbimbach verstorbene Michael Oestreich, sein Großvater Conrad Oestreich, der 1681 in Kämmerzell geboren wurde und gleichfalls in Oberbimbach 1737 verstarb, und sein Vater Jost (Jodocus) Oestreich (1715–1790), der spätestens ab 1745 als erster Orgelbauer der Sippe in Erscheinung trat.
Im Jahr 1762 heiratete Johann-Markus Margarete Hosenfeld († 1769). Aus dieser Ehe gingen vier Kinder hervor: Eva Elisabeth (* 1763), Johann Georg (* 1764; früh gestorben), Anna Maria (* 1766) und Elisabeth (* 1766). In zweiter Ehe war Oestreich mit Agnes Schmitt (* 1746 in Oberbimbach) verheiratet, mit der er folgende Kinder hatte: Johann Georg (* 1770, † 1858), Valtin (* 1772), Johann Adam (* 1776, † 1865), Maria Barbara (* 1778), Elisabeth (* 1780), Kaspar (* 1782), Anna Regina (* 1784), Anna Katharina (* 1787) und Johann Adam (* 1792).
Oestreich lebte und wirkte vorwiegend in Oberbimbach. In den 1800er Jahren hielt er sich einige Jahre in Westfalen auf, als infolge der Säkularisation des Fürstbistums Fulda die Aufträge zurückgingen. Danach kehrte er ins Fuldaer Land zurück.

## Werk
Die Orgeln Oestreichs zeichnen sich durch eine solide Bauweise aus. Charakteristisch sind die breitflächigen Prospekte, die bis zu 15 Pfeifenfelder aufweisen. Das fünfteilige Mittelfeld präsentiert das Positiv, dem sich zu beiden Seiten das geteilte Hauptwerk mit Harfenfeldern anschließt. Das Pedalwerk ist hinterständig aufgestellt. Vermutet wird ein Einfluss von Philipp Ernst Wegmann. Die Prinzipale klingen weniger mild, sondern eher etwas herbe und „rustikal“. Typisch für Oestreich ist die Verbindung von Gedackt, Gambe und Traversflöte in der Acht-Fuß-Lage.
Von Johann-Markus Oestreich (weitgehend) erhaltene Orgeln befinden sich in der Floher Kirche in Floh-Seligenthal (1789), in den evangelischen Kirchen in Nieder-Moos (1791) und Stadtlengsfeld (1793), in der Erlöserkirche Detmold (1796), in der Evangelischen Kirche Fraurombach (1799), in St. Jakobus d. Ä. in Bremen (Geisa) (um 1800) sowie in St. Cosmas und Damian in Wenigenlupnitz (1809).

## Werkliste
| Jahr      | Ort              | Kirche                       | Bild | Manuale | Register | Anmerkungen |
| --------- | ---------------- | ---------------------------- | ---- | ------- | -------- | --- |
| 1760      | Dietershausen    | St. Bartholomäus             |      |         |          | zusammen mit Jost Oestreich; nicht erhalten                                                                                               |
| 1767      | Rasdorf          | Stiftskirche                 |      | II/P    | 19       | zusammen mit Jost Oestreich ursprünglich für die Stadtpfarrkirche in Fulda erbaut; 1837 überführt und 1950 umgebaut                       |
| 1767–1768 | Lauterbach       | Stadtkirche                  |      | II/P    | 24       | Mitarbeit bei Philipp Ernst Wegmann oder Ausführung; Prospekt erhalten                                                                    |
| 1769      | Eckweisbach      | St. Michael                  |      |         |          | nicht erhalten |
| 1772      | Haindorf         | Dorfkirche Haindorf          |      | II/P    | 12 ?     | teilweise erhalten |
| 1780      | Kleinsassen      | Kath. Pfarrkirche            |      | I/P     | 12       | einige Register erhalten |
| 1781      | Hosenfeld        | St. Peter und Paul           |      | I/P     | 12       | nicht erhalten |
| 1782      | Großenlüder      | St. Georg                    |      | II/P    | 23       | Gehäuse erhalten |
| 1784      | Margretenhaun    | St. Margareta                |      | I/P     | 13       | 1974 Pfeifenwerk in Neubau von Hey übernommen                                                                                             |
| 1785      | Rückers          | Mariä Himmelfahrt            |      | I/P     | 10       | nicht erhalten |
| 1783–1789 | Bigge            | St. Martin                   |      | II/P    | 23       | 1945 stark beschädigt, Gehäuse erhalten, 1990 Orgel rekonstruiert                                                                         |
| 1789      | Floh-Seligenthal | Dorfkirche Floh              |      | II/P    | 26       | weitgehend erhalten |
| 1789      | Altenschlirf     | Andreaskirche                |      |         |          | Gehäuse erhalten |
| 1790–1791 | Nieder-Moos      | Evangelische Kirche          |      | II/P    | 22       | nahezu unverändert erhalten → Orgel der Evangelischen Kirche Nieder-Moos                                                                  |
| 1793      | Stadtlengsfeld   | Evangelische Kirche          |      | II/P    | 30       | zum großen Teil erhalten; umfasst 1.534 Pfeifen, 30 Register und zwei Manuale; gilt als Oestreichs wichtigstes Werk                       |
| 1796      | Kranlucken       | Heiligste Dreifaltigkeit     |      | I/P     | 12       | Prospekt und Reste erhalten |
| 1791–1796 | Detmold          | Erlöserkirche                |      | II/P    | 32       | 4 Register aus Vorgängerorgel von C. Lohoff (1651) übernommen; 1940 und 1962 erweitert (heute III/P/41); 21 Register vollständig erhalten |
| 1798–1799 | Fraurombach      | Evangelische Kirche          |      | I/P     | 10       | oder von Johann Adam Oestreich; 1869 Umbau durch Adam Eifert; zum großen Teil erhalten                                                    |
| um 1800   | Bremen bei Geisa | St. Jakobus und Barbara      |      | I/P     | 12       | zum großen Teil erhalten; 2002 Restaurierung durch Orgelbau Waltershausen                                                                 |
| um 1800   | Brakel           | Kapuzinerkirche              |      | I/p     | 8        | mehrfach umgebaut, 1985 auf II/P/18 erweitert; 7 Register erhalten                                                                        |
| um 1800   | Eiterfeld        | kath. Pfarrkirche            |      | I/P     | 16       | nicht erhalten |
| um 1800   | Motzlar          | St. Valentinus               |      |         |          | zum Teil erhalten |
| 1802      | Hillentrup       | Evangelische Kirche          |      | I/P     | 9        | nicht erhalten |
| 1805      | Detmold          | Lutherkirche                 |      | II/P    | 17       | 1897 an die Evangelische Kirche Bergkirchen (Bad Salzuflen) verkauft, dort 4 Register und Gehäuseteil erhalten (Foto)                     |
| 1805      | Gemünden         | Stadtpfarrkirche             |      | II/P    | 18       | zusammen mit Johann Georg Oestreich; Prospekt erhalten                                                                                    |
| 1805      | Kämmerzell       | St. Godehard                 |      | I/P     | 12       | Gehäuse erhalten |
| 1807      | Cappel           | Evangelische Kirche          |      |         |          | 1827 beim Kircheneinsturz des Vorgängerbaus beschädigt, für 385 Taler repariert und in der neuen Kirche aufgestellt; 1865 ersetzt         |
| 1808      | Oberufhausen     | Kath. Pfarrkirche            |      | I/P     | 12       | nach Leimbach (Eiterfeld) überführt und dort umgebaut                                                                                     |
| 1809      | Wenigenlupnitz   | St.-Cosmas-und-Damian-Kirche |      | II/P    | 21       | weitgehend erhalten, restaurierungsbedürftig                                                                                              |
| 1810      | Mittelkalbach    | St. Sebastian                |      |         |          | nicht erhalten |
| 1811      | Helmers          |                              |      |         |          | nicht erhalten |
| 1812      | Schwarzbach      | Kath. Pfarrkirche            |      | I/P     | 14       | Prospekt erhalten |
| 1814      | Schwalenberg     | Reformierte Kirche           |      | II/P    | 18       | 1949 durch Schwelbrand beschädigt und ersetzt; 1983 von Alfred Führer rekonstruiert                                                       |
| 1817      | Spahl            | St. Cyriakus                 |      | I/P     | 10       | Reste erhalten |
| 1819      | Hainzell         | kath. Filialkirche           |      | I/P     | 6        | nicht erhalten; Oestreich lieferte auch Beichtstühle nach Hainzell                                                                        |
| 1821      | Buttlar          | kath. Pfarrkirche            |      | I/P     | 14       | nicht erhalten |
| 1825      | Amöneburg        | St. Johannes der Täufer      |      |         |          | 1833 Erweiterung durch Johann Georg Oestreich; nicht erhalten                                                                             |